# Марко Арнаутович
Марко Арнаутович (нім. Marko Arnautović, нар. 19 квітня 1989, Відень, Австрія) — австрійський футболіст сербського походження, фланговий півзахисник і нападник італійської «Болоньї». На правах оренди грає за «Інтернаціонале». Рекордсмен національної збірної Австрії за кількістю проведених матчів.

## Клубна кар'єра

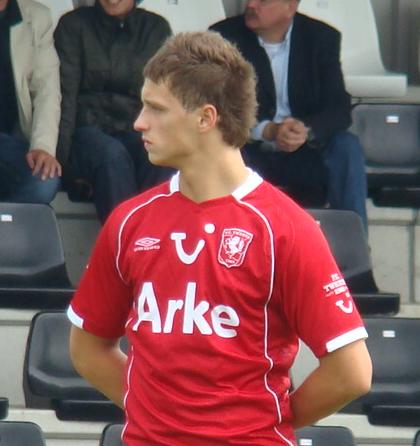
Марко Арнаутович у складі «Твенте». 26 червня 2008 року

Вихованець юнацьких команд футбольних клубів «Флорісдорфер», «Аустрії» (Відень), «Ферст Вієнна», «Рапіда» (Відень) та «Твенте».
У дорослому футболі дебютував 2007 року виступами за «Твенте», в якому провів два з половиною сезони, взявши участь у 44 матчах чемпіонату. Більшість часу, проведеного у складі «Твенте», був основним гравцем команди.
Своєю грою привернув увагу представників тренерського штабу клубу «Інтернаціонале», до складу якого на правах річної оренди перейшов 6 серпня 2009 року. Того сезону разом з командою став чемпіоном Італії, володарем Кубка Італії та переможцем Ліги чемпіонів УЄФА. Проте за сезон вийшов на поле лише три рази, тому 30 травня 2010 року повернувся в «Твенте».
До складу клубу «Вердер» приєднався 4 червня 2010 року, підписавши чотирирічний контракт. Відіграв за бременський клуб 72 матчі в національному чемпіонаті, після чого 2 вересня 2013 року перейшов до англійського «Сток Сіті». Сума трансферу склала 2 мільйони фунтів, контракт було укладено також на чотири роки.
З 2017 до 2019 року виступав за «Вест Гем Юнайтед». Зіграв за «молотків» 59 матчів у Прем'єр-лізі Англії, в яких забив 21 гол.
До складу клубу «Шанхай СІПГ» приєднався 2019 року. За понад два роки відіграв за команду із Шанхая 39 ігор в усіх турнірах, відзначившись 20-ма голами.
Влітку 2021 року повернувся до Європи, уклавши 1 серпня дворічну угоду з італійською «Болоньєю», яку згодом було подовжено.
16 серпня 2023 року на правах однорічної оренди удруге у кар'єрі приєднався до «Інтернаціонале».

## Виступи за збірні
2006 року дебютував у складі юнацької збірної Австрії, взяв участь у 6 іграх на юнацькому рівні, відзначившись 1 забитими голами.
Протягом 2007—2010 років залучався до складу молодіжної збірної Австрії. На молодіжному рівні зіграв у 5 офіційних матчах, забив 3 голи.
11 жовтня 2008 року дебютував в офіційних матчах у складі національної збірної Австрії в матчі відбору до ЧС-2010 проти збірної Фарерських островів, що завершився з рахунком 1-1.
Наразі провів у формі головної команди країни 91 матч, забивши 27 голів.
У складі збірної був учасником чемпіонату Європи 2016 року у Франції і чемпіонату Європи 2020 року, що проходив відразу у низці країн континенту.
У вересні 2022 року провів свою 104-ту гру за збірну Австрії, ставши рекордсменом команди за кількістю проведених матчів.

## Статистика виступів

### Статистика клубних виступів
Статистика станом на 16 серпня 2023 року
| Сезон                        | Команда                      | Чемпіонат                    | Чемпіонат | Чемпіонат | Національний кубок | Національний кубок | Національний кубок | Єврокубки | Єврокубки | Єврокубки | Інші змагання | Інші змагання | Інші змагання | Усього | Усього |
| Сезон                        | Команда                      | Ліга                         | Ігор      | Голів     | Ліга               | Ігор               | Голів              | Ліга      | Ігор      | Голів     | Ліга          | Ігор          | Голів         | Ігор   | Голів  |
| ---------------------------- | ---------------------------- | ---------------------------- | --------- | --------- | ------------------ | ------------------ | ------------------ | --------- | --------- | --------- | ------------- | ------------- | ------------- | ------ | ------ |
| 2006–07                      | «Твенте»                     | E                            | 2         | 0         | КН                 | 0                  | 0                  | -         | -         | -         | -             | -             | -             | 2      | 0      |
| 2007–08                      | «Твенте»                     | E                            | 14        | 0         | КН                 | 0                  | 0                  | -         | -         | -         | -             | -             | -             | 14     | 0      |
| 2008–09                      | «Твенте»                     | E                            | 28        | 12        | КН                 | 5                  | 1                  | КУЄФА     | 8         | 1         | -             | -             | -             | 41     | 14     |
| Усього за «Твенте»           | Усього за «Твенте»           | Усього за «Твенте»           | 44        | 12        |                    | 5                  | 1                  |           | 8         | 1         |               | -             | -             | 57     | 14     |
| 2009–10                      | «Інтернаціонале»             | A                            | 3         | 0         | КІ                 | 0                  | 0                  | ЛЧ        | 0         | 0         | -             | -             | -             | 3      | 0      |
| 2010–11                      | «Вердер»                     | БЛ                           | 25        | 3         | КН                 | 2                  | 0                  | ЛЧ        | 7         | 2         | -             | -             | -             | 34     | 5      |
| 2011–12                      | «Вердер»                     | БЛ                           | 19        | 6         | КН                 | 1                  | 0                  | -         | -         | -         | -             | -             | -             | 20     | 6      |
| 2012–13                      | «Вердер»                     | БЛ                           | 26        | 5         | КН                 | 1                  | 0                  | -         | -         | -         | -             | -             | -             | 27     | 5      |
| серп. 2013                   | «Вердер»                     | БЛ                           | 2         | 0         | КН                 | 1                  | 0                  | -         | -         | -         | -             | -             | -             | 3      | 0      |
| Усього за «Вердер»           | Усього за «Вердер»           | Усього за «Вердер»           | 72        | 14        |                    | 5                  | 0                  |           | 7         | 2         |               | -             | -             | 84     | 16     |
| серп. 2013–14                | «Сток Сіті»                  | ПЛ                           | 30        | 4         | КА+КЛ              | 2+3                | 0+1                | -         | -         | -         | -             | -             | -             | 35     | 5      |
| 2014–15                      | «Сток Сіті»                  | ПЛ                           | 29        | 1         | КА+КЛ              | 3+3                | 1+0                | -         | -         | -         | -             | -             | -             | 35     | 2      |
| 2015–16                      | «Сток Сіті»                  | ПЛ                           | 34        | 11        | КА+КЛ              | 0+6                | 0+1                | -         | -         | -         | -             | -             | -             | 40     | 12     |
| 2016–17                      | «Сток Сіті»                  | ПЛ                           | 32        | 6         | КА+КЛ              | 1+2                | 0+1                | -         | -         | -         | -             | -             | -             | 35     | 7      |
| Усього за «Сток Сіті»        | Усього за «Сток Сіті»        | Усього за «Сток Сіті»        | 125       | 22        |                    | 19                 | 4                  |           | -         | -         |               | -             | -             | 145    | 26     |
| 2017–18                      | «Вест Гем Юнайтед»           | ПЛ                           | 31        | 11        | КА+КЛ              | 1+3                | 0                  | -         | -         | -         | -             | -             | -             | 35     | 11     |
| 2018–19                      | «Вест Гем Юнайтед»           | ПЛ                           | 28        | 10        | КА+КЛ              | 1+1                | 1+0                | -         | -         | -         | -             | -             | -             | 30     | 11     |
| Усього за «Вест Гем Юнайтед» | Усього за «Вест Гем Юнайтед» | Усього за «Вест Гем Юнайтед» | 59        | 21        |                    | 6                  | 1                  |           | -         | -         |               | -             | -             | 65     | 22     |
| 2019                         | «Шанхай СІПГ»                | КСЛ                          | 11        | 9         | КК                 | 2                  | 0                  | ЛЧ        | 2         | 0         | -             | -             | -             | 15     | 9      |
| 2020                         | «Шанхай СІПГ»                | КСЛ                          | 18        | 7         | КК                 | 1                  | 0                  | ЛЧ        | 1         | 1         | -             | -             | -             | 20     | 8      |
| 2021                         | «Шанхай СІПГ»                | КСЛ                          | 4         | 3         | КК                 | 0                  | 0                  | ЛЧ        | 0         | 0         | -             | -             | -             | 4      | 3      |
| Усього за «Шанхай СІПГ»      | Усього за «Шанхай СІПГ»      | Усього за «Шанхай СІПГ»      | 33        | 19        |                    | 3                  | 0                  |           | 3         | 1         |               | -             | -             | 39     | 20     |
| 2021–22                      | «Болонья»                    | A                            | 33        | 14        | КІ                 | 1                  | 1                  | -         | -         | -         | -             | -             | -             | 34     | 15     |
| 2022–23                      | «Болонья»                    | A                            | 21        | 10        | КІ                 | 2                  | 0                  | -         | -         | -         | -             | -             | -             | 23     | 10     |
| серп. 2023                   | «Болонья»                    | A                            | 0         | 0         | КІ                 | 1                  | 0                  | -         | -         | -         | -             | -             | -             | 1      | 0      |
| Усього за «Болонью»          | Усього за «Болонью»          | Усього за «Болонью»          | 54        | 24        |                    | 4                  | 1                  |           | -         | -         |               | -             | -             | 58     | 25     |
| Усього за кар'єру            | Усього за кар'єру            | Усього за кар'єру            | 410       | 117       |                    | 43                 | 7                  |           | 19        | 4         |               | 0             | 0             | 472    | 128    |

### Статистика виступів за збірну
Статистика станом на 16 серпня 2023 року
| Дата       | Місто                  | Господарі            | Результат  | Гості                | Турнір                               | Голи | Примітки    |
| ---------- | ---------------------- | -------------------- | ---------- | -------------------- | ------------------------------------ | ---- | ----------- |
| 11-10-2008 | Торсгавн               | Фарерські острови    | 1 – 1      | Австрія              | Відбір до ЧС 2010                    | -    | 80'         |
| 15-10-2008 | Відень                 | Австрія              | 1 – 3      | Сербія               | Відбір до ЧС 2010                    | -    | 46'         |
| 19-11-2008 | Відень                 | Австрія              | 2 – 4      | Туреччина            | товариський матч                     | -    | 46'         |
| 11-02-2009 | Грац                   | Австрія              | 0 – 2      | Швеція               | товариський матч                     | -    | 78'         |
| 01-04-2009 | Клагенфурт-ам-Вертерзе | Австрія              | 2 – 1      | Румунія              | Відбір до ЧС 2010                    | -    | 70'         |
| 08-10-2010 | Відень                 | Австрія              | 3 – 0      | Азербайджан          | Відбір до ЧЄ 2012                    | 2    |             |
| 12-10-2010 | Брюссель               | Бельгія              | 4 – 4      | Австрія              | Відбір до ЧЄ 2012                    | 1    | 88'         |
| 17-11-2010 | Відень                 | Австрія              | 1 – 2      | Греція               | товариський матч                     | -    | 87'         |
| 09-02-2011 | Ейндговен              | Нідерланди           | 3 – 1      | Австрія              | товариський матч                     | 1    |             |
| 25-03-2011 | Відень                 | Австрія              | 0 – 2      | Бельгія              | Відбір до ЧЄ 2012                    | -    |             |
| 29-03-2011 | Стамбул                | Туреччина            | 2 – 0      | Австрія              | Відбір до ЧЄ 2012                    | -    | 69'         |
| 02-09-2011 | Гельзенкірхен          | Німеччина            | 6 – 2      | Австрія              | Відбір до ЧЄ 2012                    | 1    |             |
| 06-09-2011 | Відень                 | Австрія              | 0 – 0      | Туреччина            | Відбір до ЧЄ 2012                    | -    | 90+3'       |
| 07-10-2011 | Баку                   | Азербайджан          | 1 – 4      | Австрія              | Відбір до ЧЄ 2012                    | -    | 66'         |
| 11-10-2011 | Астана                 | Казахстан            | 0 – 0      | Австрія              | Відбір до ЧЄ 2012                    | -    | 83'         |
| 15-11-2011 | Львів                  | Україна              | 2 – 1      | Австрія              | товариський матч                     | -    | 81'         |
| 29-02-2012 | Клагенфурт-ам-Вертерзе | Австрія              | 3 – 1      | Фінляндія            | товариський матч                     | -    | 62'         |
| 01-06-2012 | Інсбрук                | Австрія              | 3 – 2      | Україна              | товариський матч                     | 2    |             |
| 05-06-2012 | Інсбрук                | Австрія              | 0 – 0      | Румунія              | товариський матч                     | -    | 86'         |
| 11-09-2012 | Відень                 | Австрія              | 1 – 2      | Німеччина            | Відбір до ЧС 2014                    | -    |             |
| 12-10-2012 | Відень                 | Казахстан            | 0 – 0      | Австрія              | Відбір до ЧС 2014                    | -    |             |
| 16-10-2012 | Відень                 | Австрія              | 4 – 0      | Казахстан            | Відбір до ЧС 2014                    | -    |             |
| 14-11-2012 | Лінц                   | Австрія              | 0 – 3      | Кот-д'Івуар          | товариський матч                     | -    |             |
| 06-02-2013 | Свонсі                 | Уельс                | 2 – 1      | Австрія              | товариський матч                     | -    |             |
| 22-03-2013 | Відень                 | Австрія              | 6 – 0      | Фарерські острови    | Відбір до ЧС 2014                    | -    |             |
| 26-03-2013 | Дублін                 | Ірландія             | 2 – 2      | Австрія              | Відбір до ЧС 2014                    | -    |             |
| 07-06-2013 | Відень                 | Австрія              | 2 – 1      | Швеція               | Відбір до ЧС 2014                    | -    |             |
| 14-08-2013 | Зальцбург              | Австрія              | 0 – 2      | Греція               | товариський матч                     | -    | 65'         |
| 06-09-2013 | Мюнхен                 | Німеччина            | 3 – 0      | Австрія              | Відбір до ЧС 2014                    | -    | 67'         |
| 10-09-2013 | Відень                 | Австрія              | 1 – 0      | Ірландія             | Відбір до ЧС 2014                    | -    | 60'         |
| 11-10-2013 | Стокгольм              | Швеція               | 2 – 1      | Австрія              | Відбір до ЧС 2014                    | -    | 90'         |
| 19-11-2013 | Відень                 | Австрія              | 1 – 0      | США                  | товариський матч                     | -    | 80'         |
| 05-03-2014 | Клагенфурт-ам-Вертерзе | Австрія              | 1 – 1      | Уругвай              | товариський матч                     | -    | 81'         |
| 30-05-2014 | Інсбрук                | Австрія              | 1 – 1      | Ісландія             | товариський матч                     | -    | 75'         |
| 03-06-2014 | Оломоуц                | Чехія                | 1 – 2      | Австрія              | товариський матч                     | -    |             |
| 08-09-2014 | Відень                 | Австрія              | 1 – 1      | Швеція               | Відбір до ЧЄ 2016                    | -    |             |
| 09-10-2014 | Кишинів                | Молдова              | 1 – 2      | Австрія              | Відбір до ЧЄ 2016                    | -    | 79'         |
| 12-10-2014 | Відень                 | Австрія              | 1 – 0      | Чорногорія           | Відбір до ЧЄ 2016                    | -    | 63'         |
| 15-11-2014 | Відень                 | Австрія              | 1 – 0      | Росія                | Відбір до ЧЄ 2016                    | -    | 90+1'       |
| 18-11-2014 | Відень                 | Австрія              | 1 – 2      | Бразилія             | товариський матч                     | -    | 77'         |
| 27-03-2015 | Вадуц                  | Ліхтенштейн          | 0 – 5      | Австрія              | Відбір до ЧЄ 2016                    | 1    |             |
| 31-03-2015 | Відень                 | Австрія              | 1 – 1      | Боснія і Герцеговина | товариський матч                     | -    | 62'         |
| 14-06-2015 | Москва                 | Росія                | 0 – 1      | Австрія              | Відбір до ЧЄ 2016                    | -    |             |
| 05-09-2015 | Відень                 | Австрія              | 1 – 0      | Молдова              | Відбір до ЧЄ 2016                    | -    |             |
| 08-09-2015 | Стокгольм              | Швеція               | 1 – 4      | Австрія              | Відбір до ЧЄ 2016                    | -    | 88'         |
| 09-10-2015 | Подгориця              | Чорногорія           | 2 – 3      | Австрія              | Відбір до ЧЄ 2016                    | 1    |             |
| 12-10-2015 | Відень                 | Австрія              | 3 – 0      | Ліхтенштейн          | Відбір до ЧЄ 2016                    | 1    |             |
| 17-11-2015 | Відень                 | Австрія              | 1 – 2      | Швейцарія            | товариський матч                     | -    |             |
| 26-3-2016  | Відень                 | Австрія              | 2 – 1      | Албанія              | товариський матч                     | -    | 87'         |
| 29-3-2016  | Відень                 | Австрія              | 1 – 2      | Туреччина            | товариський матч                     | -    | 67'         |
| 31-5-2016  | Клагенфурт-ам-Вертерзе | Австрія              | 2 – 1      | Мальта               | товариський матч                     | 1    | 46'         |
| 4-6-2016   | Відень                 | Австрія              | 0 – 2      | Нідерланди           | товариський матч                     | -    | 81'         |
| 14-6-2016  | Бордо                  | Австрія              | 0 – 2      | Угорщина             | ЧЄ 2016 - 1-й етап                   | -    |             |
| 18-6-2016  | Париж                  | Португалія           | 0 – 0      | Австрія              | ЧЄ 2016 - 1-й етап                   | -    |             |
| 22-6-2016  | Сен-Дені               | Ісландія             | 2 – 1      | Австрія              | ЧЄ 2016 - 1-й етап                   | -    |             |
| 5-9-2016   | Тбілісі                | Грузія               | 1 – 2      | Австрія              | Відбір до ЧС 2018                    | -    |             |
| 6-10-2016  | Відень                 | Австрія              | 2 – 2      | Уельс                | Відбір до ЧС 2018                    | 2    | 50' - 87'   |
| 9-10-2016  | Белград                | Сербія               | 3 – 2      | Австрія              | Відбір до ЧС 2018                    | -    |             |
| 12-11-2016 | Відень                 | Австрія              | 0 – 1      | Ірландія             | Відбір до ЧС 2018                    | -    |             |
| 15-11-2016 | Відень                 | Австрія              | 0 – 0      | Словаччина           | товариський матч                     | -    |             |
| 24-3-2017  | Відень                 | Австрія              | 2 – 0      | Молдова              | Відбір до ЧС 2018                    | 1    | 28' - 90+3' |
| 28-3-2017  | Інсбрук                | Австрія              | 1 – 1      | Фінляндія            | товариський матч                     | 1    | 46'         |
| 2-9-2017   | Кардіфф                | Уельс                | 1 – 0      | Австрія              | Відбір до ЧС 2018                    | -    |             |
| 5-9-2017   | Відень                 | Австрія              | 1 – 1      | Грузія               | Відбір до ЧС 2018                    | -    |             |
| 6-10-2017  | Відень                 | Австрія              | 3 – 2      | Сербія               | Відбір до ЧС 2018                    | 1    |             |
| 9-10-2017  | Кишинів                | Молдова              | 0 – 1      | Австрія              | Відбір до ЧС 2018                    | -    | 81'         |
| 14-11-2017 | Відень                 | Австрія              | 2 – 1      | Уругвай              | товариський матч                     | -    | 86'         |
| 23-3-2018  | Клагенфурт-ам-Вертерзе | Австрія              | 3 – 0      | Словенія             | товариський матч                     | 2    | 86'         |
| 27-3-2018  | Люксембург             | Люксембург           | 0 – 4      | Австрія              | товариський матч                     | 1    | 68'         |
| 30-5-2018  | Інсбрук                | Австрія              | 1 – 0      | Росія                | товариський матч                     | -    | 83'         |
| 2-6-2018   | Клагенфурт-ам-Вертерзе | Австрія              | 2 – 1      | Німеччина            | товариський матч                     | -    | 84'         |
| 10-6-2018  | Відень                 | Австрія              | 0 – 3      | Бразилія             | товариський матч                     | -    |             |
| 6-9-2018   | Відень                 | Австрія              | 2 – 0      | Швеція               | товариський матч                     | -    | 45+2' 65'   |
| 11-9-2018  | Зениця                 | Боснія і Герцеговина | 1 – 0      | Австрія              | Ліга націй УЄФА 2018-2019 - 1-й етап | -    | кап.        |
| 12-10-2018 | Відень                 | Австрія              | 1 – 0      | Північна Ірландія    | Ліга націй УЄФА 2018-2019 - 1-й етап | 1    | кап.        |
| 15-11-2018 | Відень                 | Австрія              | 0 – 0      | Боснія і Герцеговина | Ліга націй УЄФА 2018-2019 - 1-й етап | -    |             |
| 18-11-2018 | Белфаст                | Північна Ірландія    | 1 – 2      | Австрія              | Ліга націй УЄФА 2018-2019 - 1-й етап | -    | 71'         |
| 21-3-2019  | Відень                 | Австрія              | 0 – 1      | Польща               | Відбір до ЧЄ 2020                    | -    |             |
| 24-3-2019  | Хайфа                  | Ізраїль              | 4 – 2      | Австрія              | Відбір до ЧЄ 2020                    | 2    | 65'         |
| 7-6-2019   | Відень                 | Австрія              | 1 – 0      | Словенія             | Відбір до ЧЄ 2020                    | -    |             |
| 10-6-2019  | Скоп'є                 | Північна Македонія   | 1 – 4      | Австрія              | Відбір до ЧЄ 2020                    | 2    | кап. 89'    |
| 6-9-2019   | Зальцбург              | Австрія              | 6 – 0      | Латвія               | Відбір до ЧЄ 2020                    | 2    |             |
| 9-9-2019   | Варшава                | Польща               | 0 – 0      | Австрія              | Відбір до ЧЄ 2020                    | -    | 8'          |
| 10-10-2019 | Відень                 | Австрія              | 3 – 1      | Ізраїль              | Відбір до ЧЄ 2020                    | -    | 82'         |
| 16-11-2019 | Відень                 | Австрія              | 2 – 1      | Північна Македонія   | Відбір до ЧЄ 2020                    | -    |             |
| 15-11-2020 | Відень                 | Австрія              | 2 – 1      | Північна Ірландія    | Ліга націй УЄФА 2020-2021 - 1-й етап | -    | 63'         |
| 18-11-2020 | Відень                 | Австрія              | 1 – 1      | Норвегія             | Ліга націй УЄФА 2020-2021 - 1-й етап | -    |             |
| 6-6-2021   | Відень                 | Австрія              | 0 – 0      | Словаччина           | товариський матч                     | -    | 63'         |
| 13-6-2021  | Бухарест               | Австрія              | 3 – 1      | Північна Македонія   | ЧЄ 2020 - 1-й етап                   | 1    | 59'         |
| 21-6-2021  | Бухарест               | Україна              | 0 – 1      | Австрія              | ЧЄ 2020 - 1-й етап                   | -    | 90'         |
| 26-6-2021  | Лондон                 | Італія               | 2 – 1 д.ч. | Австрія              | ЧЄ 2020 - 1/8 фіналу                 | -    | 2' 97'      |
| 1-9-2021   | Кишинів                | Молдова              | 0 – 2      | Австрія              | Відбір до ЧС 2022                    | 1    | кап.        |
| 4-9-2021   | Хайфа                  | Ізраїль              | 5 – 2      | Австрія              | Відбір до ЧС 2022                    | 1    |             |
| 7-9-2021   | Відень                 | Австрія              | 0 – 1      | Шотландія            | Відбір до ЧС 2022                    | -    |             |
| 12-11-2021 | Клагенфурт-ам-Вертерзе | Австрія              | 4 – 2      | Ізраїль              | Відбір до ЧС 2022                    | 1    | 89'         |
| 15-11-2021 | Клагенфурт-ам-Вертерзе | Австрія              | 4 – 1      | Молдова              | Відбір до ЧС 2022                    | 2    | кап.        |
| 24-3-2022  | Кардіфф                | Уельс                | 2 – 1      | Австрія              | Відбір до ЧС 2022                    | -    |             |
| 29-3-2022  | Відень                 | Австрія              | 2 – 2      | Шотландія            | товариський матч                     | -    |             |
| 3-6-2022   | Осієк                  | Хорватія             | 0 – 3      | Австрія              | Ліга націй УЄФА 2022-2023 - 1-й етап | 1    | кап. 46'    |
| 6-6-2022   | Відень                 | Австрія              | 1 – 2      | Данія                | Ліга націй УЄФА 2022-2023 - 1-й етап | -    | 46'         |
| 10-6-2022  | Відень                 | Австрія              | 1 – 1      | Франція              | Ліга націй УЄФА 2022-2023 - 1-й етап | -    | 64'         |
| 13-6-2022  | Копенгаген             | Данія                | 2 – 0      | Австрія              | Ліга націй УЄФА 2022-2023 - 1-й етап | -    | 65'         |
| 22-9-2022  | Сен-Дені               | Франція              | 2 – 0      | Австрія              | Ліга націй УЄФА 2022-2023 - 1-й етап | -    | 64'         |
| 25-9-2022  | Відень                 | Австрія              | 1 – 3      | Хорватія             | Ліга націй УЄФА 2022-2023 - 1-й етап | -    | 63'         |
| 16-11-2022 | Малага                 | Андорра              | 0 – 1      | Австрія              | товариський матч                     | 1    | 46'         |
| 20-11-2022 | Відень                 | Австрія              | 2 – 0      | Італія               | товариський матч                     | -    | 72'         |
| 17-6-2023  | Брюссель               | Бельгія              | 1 – 1      | Австрія              | Відбір до ЧЄ 2024                    | -    | 60'         |
| 20-6-2023  | Відень                 | Австрія              | 2 – 0      | Швеція               | Відбір до ЧЄ 2024                    | -    | 46'         |
| Усього     |                        | Матчів (1 місце)     | 108        |                      | Голів (2 місце)                      | 34   |             |

## Досягнення
- Чемпіон Італії:

«Інтернаціонале»: 2009–10, 2023–24
- Володар кубка Італії:

«Інтернаціонале»: 2009–10
- Переможець Ліги чемпіонів УЄФА:

«Інтернаціонале»: 2009–10
- Володар Суперкубка Італії з футболу (1):

«Інтернаціонале»: 2023